# Once Upon a Time (album Donna Summer)
| Recensione                    | Giudizio |
| ----------------------------- | -------- |
| AllMusic                      |          |
| Christgau's Record Guide      | B–       |
| Encyclopedia of Popular Music |          |
| Record Mirror                 |          |
| The Rolling Stone Album Guide |          |
| Sounds                        |          |

Once Upon a Time è il sesto album in studio della cantautrice statunitense Donna Summer, pubblicato il 31 ottobre 1977 dall'etichetta Casablanca Records.

## Tracce
Atto primo
Testi e musiche di Donna Summer, Giorgio Moroder e Pete Bellotte.
1. Once Upon a Time – 4:02
2. Faster And Faster to Nowhere – 3:34
3. Fairy Tale High – 4:25
4. Say Something Nice – 4:44

Atto secondo
1. Now I Need You – 6:09
2. Working the Midnight Shift – 5:07
3. Queen for a Day – 5:59

Atto terzo
1. If You Got It Flaunt It – 4:43
2. A Man Like You – 3:34
3. Sweet Romance – 4:31
4. (Theme) Once Upon a Time – 0:48
5. Dance Into My Life – 4:10

Atto quarto
1. Rumour Has It – 4:57
2. I Love You – 4:43
3. Happily Ever After – 3:51
4. (Theme) Once Upon a Time – 3:58

## Classifiche
| Classifica (1977–78) | Posizione massima |
| -------------------- | ----------------- |
| Australia            | 44                |
| Canada               | 27                |
| Giappone             | 31                |
| Norvegia             | 9                 |
| Portogallo           | 2                 |
| Regno Unito          | 24                |
| Spagna               | 10                |
| Stati Uniti          | 28                |